# Мраморна котка
Мраморната котка (Pardofelis marmorata) е хищник от семейство Коткови с размерите на едра домашна котка разпространен в гъстите дъждовни гори на Югоизточна Азия и на о-вите Суматра и Борнео, като навсякъде тази котка е много рядка и биологичните ѝ особености не са добре проучени.

## Класификация
Точното място на мраморната котка в таксономичната класификация на семейство Котки все още е предмет на научни спорове, тъй като притежава анатомични черти присъщи както на Същинските (мъркащи) котки (виж Азиатска златна котка), така и на Пантеровите (ревящи) котки (виж Димен леопард).

## Физическа характеристика
По строеж на тялото, окраска и начин на живот мраморната котка наподобява Димния леопард. Живее и ловува изключително по дърветата и тялото ѝ е гъвкаво, издължено и набито с къси крака и изключително дълга опашка (почти колкото дължината на тялото), която служи за баланс при движение по клоните на дърветата. Дължина на тялото 53 cm, а на опашката 45 cm, тегло около 4,5 кг. Също като димния леопард тази котка се слави с изкючително дълги за своите размери кучешки зъби. Главата ѝ е малка, закръглена и широка в областта на скулите, като очните ябълки са обградени отвсякъде с кости, което е необичайно за котките. Ушите ѝ са малки и закръглени. Разкошната петниста окраска на мраморната котка е една от най-ефективните маскировъчни окраски сред бозайниците. Светлия сиво-кафеникав основен тон е осеян с издължени тъмносиви петна очертани с черно по края и това създава характерния мраморен ефект на окраската ѝ.

## Разпространение
Среща се в горите до 2500 m надморска височина в Северна Индия, Непал, Бирма, Тайланд, Малайзия, о-вите Суматра и Борнео.

## Начин на живот и хранене
Мраморната котка обитава гъсти девствени древни природозащитени гори и ловува по дърветата, предимно денем, като основна нейна плячка са птиците, катерици и други дребни бозайници, но лови също влечуги, жаби и насекоми.

## Размножаване
Бременността трае около около 80 дни, малките са от 1 до 4. Те се развиват бързо, проглеждат на 14 дни, козината им е изпъстрена с петна, но мраморното си оцветяване придобиват по-късно. Полова зрялост достигат на двегодишна възраст. Смята се, че продължителността на живота на тези котки е около 12 години.

## Природозащитен статус
Мраморната котка е много рядка и води изключително потаен начин на живот, така че за числеността на нейната дива популация може само да се предполага. Вписана е в Червения списък на световнозатрашените видове на IUCN като уязвим вид.